# Fazıl Say
Fazıl Say ([faːˈzɯl saj], n. 14 ianuarie 1970, Ankara, Ankara (il), Turcia) este un renumit pianist și compozitor internațional turc. Say este în Turcia, de asemenea, un binecunoscut activist pentru drepturile civile.

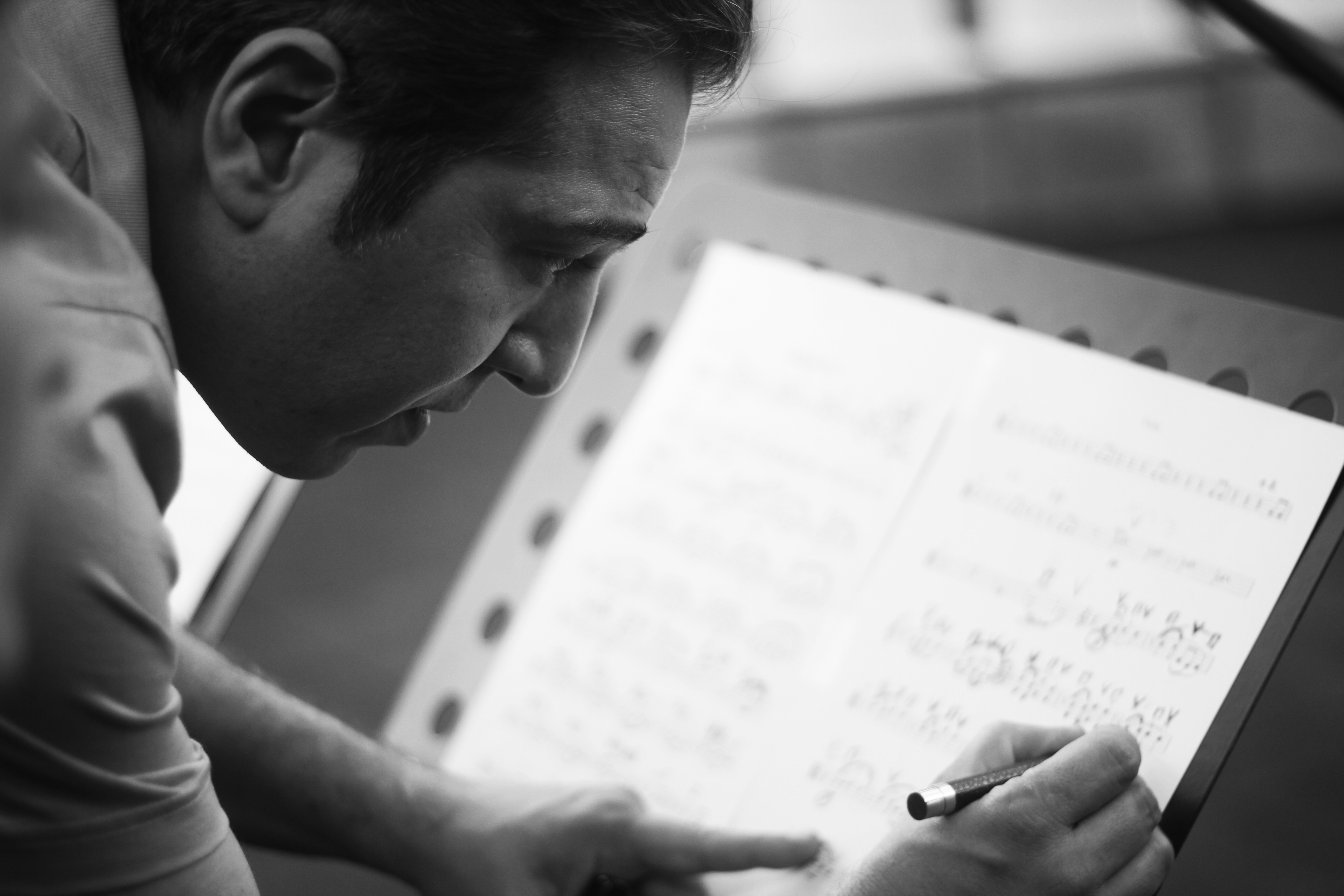
Fazıl Say 2011

## Biografie
Fazıl Say s-a născut pe 14 ianuarie 1970 în Ankara. Tatăl său, Ahmet Say, este un muzicolog și scriitor turc. Născut cu malformatie, cheilognathopalatoschisis, el a fost operat fiind copil. Medicul le-a recomandat părinților lui Fazıl, de a învăța să cante la un instrument de suflat, pentru a antrena astfel mușchii gurii. Părinții i-au făcut cadou mai târziu o orgă electronică, pe care a cântat simfoniile lui Mozart și Beethoven. La vârsta de cinci ani a primit lecții de pian cu un elev de-a lui Alfred Cortots. În 1985 David Levine și Aribert Reimann au condus un workshop la Ankara, unde, le-a atras atenția Fazıl. La momentul respectiv, Fazıl studia pianul și compoziție la Conservatorul de Stat. Ei l-au luat în 1987 la Robert Schumann-Hochschule din Düsseldorf, unde a studiat pianul cu David Levine. El s-a mutat în 1992 la Universität der Künste Berlin și a studiat acolo până în 1995. În acest timp, a participat la trei concursuri,  în 1994 a câștigat Young Concert Artists International Audiții în New York. Astfel a început carieră internațională a lui Say.
Ca pianist a cântat printre altele la New York Philharmonic, Israel Philharmonic Orchestra, Baltimore Symphony Orchestra, Orchestra Concertgebouw, Philadelphia Orchestra, din Sankt Petersburg Philharmonic Orchestra, BBC Philharmonic, Orchestre National de France, Wiener Symphonikern și alte orchestre importante din întreaga lume.

## Discografie
Interpretări
- Wolfgang Amadeus Mozart: Sonate Pentru Pian (1998)
- Johann Sebastian Bach: Oeuvres se toarnă Pian (1998)
- Johann Sebastian Bach: franceză Suite nu.6 (2000)
- Gershwin (2000)
- Igor Stravinsky: Le Sacre du Printemps (2000)
- Ceaikovski: concertul pentru Pian nr.1 în si bemol minor, op.2 (2001)
- Diverse: Introducerea (2002)
- Wolfgang Amadeus Mozart: Sonate Pentru Pian (2002)
- Fazıl Say: Pământ Negru (2003)
- Fazıl Say: Concertul Pentru Pian 2 (2003)
- Wolfgang Amadeus Mozart: Concerte pentru Pian nr. 12, 21 si 23 (2005)
- Ludwig van Beethoven: Sonate pentru Pian (2005)
- Joseph Haydn: Sonate Pentru Pian Nr. 10, 31, 35, 37, 43 (2007)
- Fazıl Say: Singer (DVD, 2008)
- Fazıl Say 1001 de Nopți în Harem (2009)
- Lucrări pentru vioară și pian de Beethoven, Ravel, Bartók & Say (2009)
- Fazıl Say: Pământ Negru (CD/DVD, 2009)
- Poze (Mussorgsky, Janacek, Prokofiev; CD/DVD, 2011)
- Beethoven: Concertul pentru pian Nr. 3, sonate pentru pian nr. 14 și 32 (2014)
- Wolfgang Amadeus Mozart: Complet Sonate Pentru Pian, 6 Cd-Uri (2016)

Compilatii
- Romeo & Julia Vol. 2 (împreună cu alți artiști, 2001)
- Fazıl Say – 4cd Capbox (2007)
- Cel Mai Bun (2008)
- Fazıl Say: Pământ Negru (CD/DVD, 2009)

Alte
- Fazıl Say – Alla Turca (DVD, 2008)

## Premii
- 2000: Diapason d ' or
- 2001: ECHO Klassik , precum și Jahrespreis der Deutschen Schallplattenkritik pentru un Bösendorfer pentru 4 mâini de Stravinsky Le sacre du printemps (publicat pentru prima dată 2000 de Warner Music Group).
- 2008: Bremer Musikfest-Preis
- 2009: cu Patricia Kopatchinskaja: ECHO Klassik
- 2013: Rheingau Musikpreis
- 2013: ECHO Klassik premiul special pentru Istanbul Simfonie[8]
- 2016: Internationaler Beethovenpreis